# Wolf Albach-Retty
Wolf Albach-Retty, all'anagrafe Wolf Helmuth Albach (Vienna, 28 maggio 1906 – Vienna, 21 febbraio 1967), è stato un attore austriaco.
Era il padre di Romy Schneider, nata  dal suo matrimonio con l'attrice tedesca Magda Schneider. Dopo il divorzio dalla prima moglie, Albach-Retty si sposò nel 1947 con l'attrice austriaca Trude Marlen, con cui ebbe lo stesso anno, una figlia di nome Sascha Maria Albach-Retty.

## Biografia
Figlio della nota attrice teatrale Rosa Albach-Retty e di Karl Walter Albach, ufficiale dell'impero austro-ungarico, studiò recitazione all'Accademia di Musica e Spettacolo. Esordì nel suo primo ruolo al Wiener Burgtheater e, nel 1927, debuttò anche nel cinema, interpretando un lavoro teatrale di Carl Karlweis adattato per lo schermo, Das grobe Hemd.
Nel 1937, assunta temporaneamente la cittadinanza tedesca, sposò l'attrice Magda Schneider da cui ebbe due figli: Wolf-Dieter e Rosemarie che, chiamata familiarmente Romy, sarebbe poi diventata internazionalmente famosa come Romy Schneider.
Nel 1933, alla salita al potere di Hitler, l'attore entrò a far parte come membro associato delle SS e nel 1940, dopo l'Anschluss, aderì al partito nazionalsocialista. Goebbels, nell'agosto 1944, lo mise in una sua lista speciale che lo esonerava dagli obblighi militari.
Legato sentimentalmente all'attrice Trude Marlen, che era stata anche lei di appassionata fede nazista, la sposò nel 1947 dopo aver divorziato dalla prima moglie. Nel dopoguerra, apparve in diversi lavori televisivi ma la sua carriera cinematografica sbiadì ben presto mentre continuò quella teatrale, con ruoli da protagonista al Burgtheater.

### Morte
Wolf Albach-Retty morì il 21 febbraio 1967. Venne sepolto accanto alla madre al Wiener Zentralfriedhof. Sua moglie Trude Marlen, morta nel 2005, fu sepolta con lui, insieme alla gemella di lei, Cecilia Brantley, morta nel 1997.

## Filmografia
- Das grobe Hemd, regia di Fritz Kaufmann (1927)
- Ein Wiener Musikantenmädel, regia di Josef Berger (1928)
- Der geheimnisvolle Spiegel, regia di Carl Hoffmann e Richard Teschner (1928)
- Liebe im Mai, regia di Robert Wohlmuth (1928)
- Der Dieb im Schlafcoupée, regia di Richard Löwenbein (1929)
- Der Fleck auf der Ehr', regia di Jacob Fleck e Luise Fleck (1930)
- Der Onkel aus Sumatra, regia di Gyula Szöreghy (1930)
- General Babka, regia di Dezsõ Kertész (1930)
- Wiener Zauberklänge, regia di Robert A. Reich (1931)
- Zwei Herzen und ein Schlag, regia di Wilhelm Thiele (1932)
- Mädchen zum Heiraten, regia di Wilhelm Thiele (1932)
- L'avventura felice (Das schöne Abenteuer), regia di Reinhold Schünzel (1932)
- L'ussaro nero (Der schwarze Husar), regia di Gerhard Lamprecht (1932)
- ...e lucea la Pussta (...und es leuchtet die Pußta), regia di Heinz Hille (1933)
- Kind, ich freu' mich auf Dein Kommen, regia di Kurt Gerron e (non accreditati Hans Steinhoff e Erich von Neusser (1933)
- Bambola di carne (Liebe muß verstanden sein), regia di Hans Steinhoff (1933)
- Einmal eine große Dame sein, regia di Gerhard Lamprecht (1934)
- Parata di primavera (Frühjahrsparade), regia di Géza von Bolváry (1934)
- G'schichten aus dem Wienerwald, regia di Georg Jacoby (1934)
- Die Katz' im Sack, regia di Richard Eichberg (1935)
- Winternachtstraum, regia di Géza von Bolváry (1935)
- Großreinemachen, regia di Carl Lamac (1935)
- Il venditore di uccelli (Der Vogelhändler), regia di E.W. Emo (1935)
- Ein Walzer um den Stephansturm, regia di J.A. Hübler-Kahla (1935)
- Rendezvous in Wien, regia di Victor Janson (1936)
- Die Puppenfee, regia di E.W. Emo (1936)
- Geheimnis eines alten Hauses, regia di Rudolf van der Noss (1936)
- Millionäre, regia di Karl Heinz Martin (1937)
- Die glücklichste Ehe der Welt, regia di E.W. Emo, Karl Heinz Martin (1937)
- L'amore dei marinai (Liebling der Matrosen), regia di Hans Hinrich (1937)
- Frühlingsluft, regia di Carl Lamac (1938)
- Der Hampelmann, regia di Karl Heinz Martin (1938)
- Hotel Sacher, regia di Erich Engel (1939)
- Liebe - streng verboten!, regia di Heinz Helbig (1939)
- Heimatland, regia di Ernst Martin (1939)
- L'amore più forte (Mutterliebe), regia di Gustav Ucicky (1939)
- Das Glück wohnt nebenan, regia di Hubert Marischka (1939)
- Wie konntest Du, Veronika!, regia di Milo Harbich (1940)
- Falstaff in Wien, regia di Leopold Hainisch (1940)
- Sette anni di guai (Sieben Jahre Pech), regia di Ernst Marischka (1940)
- Desiderio d'amore (So gefällst Du mir), regia di Hans Thimig (1941)
- Ballo con l'imperatore (Tanz mit dem Kaiser), regia di Georg Jacoby (1941)
- L'amante del granduca (Die heimliche Gräfin), regia di Géza von Bolváry (1942)
- Sieben Jahre Glück, regia di Ernst Marischka (1942)
- Sette anni di felicità, regia di Ernst Marischka e Roberto Savarese (1942)
- Zwei glückliche Menschen, regia di E.W. Emo (1943)
- Maschera blu (Maske in Blau), regia di Paul Martin (1943)
- Abenteuer im Grandhotel, regia di Ernst Marischka (1943)
- Der weiße Traum, regia di Géza von Cziffra (1943)
- Reisebekanntschaft, regia di E.W. Emo (1943)
- Alles aus Liebe, regia di Hubert Marischka (1943)
- Romantische Brautfahrt, regia di Leopold Hainisch (1944)
- Hundstage, regia di Géza von Cziffra (1944)
- Ein Mann wie Maximilian, regia di Hans Deppe (1945)
- Wie ein Dieb in der Nacht, regia di Hans Thimig (1945)
- Alles Lüge, regia di E.W. Emo (1948)
- Ein bezaubernder Schwindler, regia di Hans Wolff (1949)
- Gefährliche Gäste, regia di Géza von Cziffra (1949)
- Großstadtnacht, regia di Hans Wolff (1950)
- Zwei in einem Anzug, regia di Joe Stöckel (1950)
- Der Mann, der sich selber sucht, regia di Géza von Cziffra (1950)
- Czardas der Herzen, regia di Sándor Szlatinay (1951)
- Weh dem, der liebt!, regia di Sándor Szlatinay (1951)
- Unschuld in tausend Nöten, regia di Carl Boese (1951)
- Verklungenes Wien, regia di Ernst Marischka (1951)
- Zwei in einem Auto, regia di Ernst Marischka (1951)
- Der Mann in der Wanne, regia di Franz Antel (1952)
- Ideale Frau gesucht, regia di Franz Antel (1952)
- Der Obersteiger, regia di Franz Antel (1952)
- Der Vogelhändler, regia di Arthur Maria Rabenalt (1953)
- Die tolle Lola, regia di Hans Deppe (1954)
- Die süßesten Früchte, regia di Franz Antel (1954)
- Schule für Eheglück, regia di Rainer Geis e Anton Schelkopf (1954)
- Die sieben Kleider der Katrin, regia di Hans Deppe (1954)
- Seine Tochter ist der Peter, regia di Gustav Fröhlich (1955)
- Ihr Leibregiment, regia di Hans Deppe (1954)
- ...und wer küßt mich?, regia di Max Nosseck (1956)
- Die Stimme der Sehnsucht, regia di Thomas Engel (1956)
- Verlobung am Wolfgangsee, regia di Helmut Weiss (1956)
- K. und k. Feldmarschall, regia di E.W. Emo (1956)
- Dort in der Wachau, regia di Rudolf Carl (1957)
- Wetterleuchten um Maria, regia di Luis Trenker (1957)
- Der Kaiser und das Wäschermädel, regia di Ernst Neubach (1957)
- Diecimila donne alla deriva (Gefährdete Mädchen), regia di Wolfgang Gluck (1958)
- Man ist nur zweimal jung, regia di Helmut Weiss (1958)
- Immer die Radfahrer, regia di Hans Deppe (1958)
- Mein ganzes Herz ist voll Musik, regia di Helmut Weiss (1959)
- Herrn Josefs letzte Liebe, regia di Hermann Kugelstadt (1959)
- Auf allen Straßen, regia di Kurt Steinwendner (1959)
- La gang del Mambo-Bar (Mädchen für die Mambo-Bar), regia di Wolfgang Glück (1959)
- Hubertusjagd, regia di Hermann Kugelstadt (1959)
- Frauen in Teufels Hand, regia di Hermann Leitner (1960)
- Hohe Tannen, regia di August Rieger (1960)
- Der erste Frühlingstag, regia di Hans Jaray (1961)
- Der Orgelbauer von St. Marien, regia di August Rieger (1961)
- Autofahrer unterwegs, regia di Otto Ambros (1961)
- Anatol, regia di Ernst Lothar e Erich Neuberg - film tv (1961
- Die Post geht ab, regia di Helmuth M. Backhaus (1962)
- Die Försterchristel, regia di Franz Josef Gottlieb (1962)
- Meine Schwester und ich, regia di Kurt Nachmann (1963)
- Bergwind, regia di Eduard von Borsody (1963)
- Die große Kür, regia di Franz Antel (1964)
- Die Kinder
- Das Mädel aus dem Böhmerwald, regia di August Rieger (1965)
- Leinen aus Irland, regia di Walter Davy (1965)
- Die Tänzerin Fanny Elßler, regia di Arthur Maria Rabenalt (1966)